# Villers-Cernay
Villers-Cernay är en kommun i departementet Ardennes i regionen Grand Est (tidigare regionen Champagne-Ardenne) i nordöstra Frankrike. Kommunen ligger  i kantonen Sedan-Est som ligger i arrondissementet Sedan. År 2018 hade Villers-Cernay 340 invånare.

## Befolkningsutveckling
Antalet invånare i kommunen Villers-Cernay
Referens: INSEE